# Castillo Pianisi
El Castillo Pianisi (en italiano: Castello di Pianisi) o Castello Natolii, está situado en una colina cerca del río Fortore Sant'Elia a Pianisi, aproximadamente 33 kilómetros al este de la capital regional Campobasso. Es una fortaleza de piedra construida en el siglo X por los normandos y destruido en 1528, ahora convertido en sitio arqueológico. Su propiedad pasó por varios señores feudales, entre ellos el caballero de Anjou-Norman Giovanni Natoli (Jean Nanteuil o Johannes Nantolio o Nantouillet).

## Orígenes
Jean Natoli (Giovanni Nantolio o Natoli y modificado en dell'Antoglietta), descendiente de la familia de Luis IX, Señor de Sparta, recibieron el castillo en 1269 por Carlos de Anjou, en recompensa de sus acciones militares. En pocos años, se ampliaron las fortificaciones militares del castillo, creadas con nuevos impuestos a la población del territorio. Tipald de Lamanon o (Tipaldo de Alemanno, Tipaldus Alamannus) era el comandante de la guarnición del noble caballero real, Jean de Nanteuil, y sus herederos de importantes logros militares y muchas otras batallas.
La Iglesia de San Pedro tiene un fresco con una datación del final del siglo XIV de un caballero, identificado como Juan Natoli, la lucha contra un monstruo alado.
En 1528 el castillo fue destruido por completo Pianisi.

## Arquitectura
A. Baluarte
B. Baluarte de Alburquerque
C. Baluarte de Caballero
D. Baluarte
E. Baluarte Jean de Nanteuil
F. Baluarte real
G. Media-luna de la puerta
H. Media-luna de las Gracias
I. Media- luna del Socorro
K. Media- luna
N. Plaza de armas
O. Roqueta
P. Patio del Palacio, e Iglesia
Q. Torreones
R. Ravelin, y cuerpo de guardia principal
S. Alas de la ciudad
T. Portillo
V. Puerta Principal
X. Puerta del Socorro
Y. Navillo
Z. Casas de la ciudad

### Artículos relacionados
- Sant'Elia a Pianisi
- Castillo Nantouillet